# Преображенский, Александр Васильевич
Александр Васильевич Преображе́нский (1890—1963) — советский хормейстер, оперный певец (тенор), музыкальный педагог. Народный артист Казахской ССР (1938). Лауреат Сталинской премии второй степени (1946).

## Биография
Родился 24 августа (5 сентября) 1890 год в Калуге в дворянской семье.
В 1900—1910 годах обучался в Московском Синодальном училище, затем до 1914 года — пению в Московской консерватории (класс Умберто Мазетти).
В 1914—1915 годах выступал в провинциальных оперных труппах.
В 1916—1919 годах солист Московского Народного дома. Гастролировал в Казани, Перми и Екатеринбурге.
С 1919 года хормейстер в Государственной Малой опере и Передвижной опере «Наш театр» (Москва).
В 1930—1936 годах руководитель вокально-хорового коллектива типографии «Красный пролетарий» и одновременно преподаватель пения в общеобразовательной школе.
В 1932—1936 годах хормейстер ГАБТ, в 1936—1939 годах — объединённой Русской и Казахской оперы (КазАТОБ имени Абая).
В 1939—1948 годах — главный хормейстер СвАТОБ имени А. В. Луначарского. В 1940 году художественный руководитель УрНХ.
С 1942 года преподаватель, в 1944—1951 годах зав. кафедрой хорового дирижирования СГК имени М. П. Мусоргского (с 1947 года профессор, в 1948—1949 годах проректор по учебной части, в 1949—1950 годах ректор).
В 1951—1952 годах руководитель РРХК (Москва). В 1951—1963 годах профессор дирижёрско-хоровой кафедры МГК имени П. И. Чайковского.
Умер 3 августа 1963 года в Москве. Похоронен на Пятницком кладбище.

## Творчество

### Оперные партии
- 1918 — «Федора» У. Джордано — Лориса; «Джоконда» А. Понкьелли — Энцо
- «Руслан и Людмила» М. И. Глинки — Финн
- «Князь Игорь» А. П. Бородина — Владимир Игоревич
- «Хованщина» М. П. Мусоргского — князь Василий Голицын
- «Демон» А. Г. Рубинштейна — князь Синодал
- «Черевички» П. И. Чайковского — Вакула
- «Мазепа» П. И. Чайковского — Андрей
- «Фауст» Ш. Гуно — Фауст
- «Ромео и Джульетта» Ш. Гуно — Ромео
- «Риголетто» Дж. Верди — Герцог
- «Бал-маскарад» Дж. Верди — Ричард
- «Тоска» Дж. Пуччини — Каварадосси
- «Чио-Чио-сан» Дж. Пуччини — Пинкертон
- «Таис» Ж. Массне — Никиас
- «Галька» С. Монюшко — Йонтек

### Дирижировал спектаклями
- 1939 — «Иван Сусанин» М. И. Глинки
- 1940 — «Опричник» П. И. Чайковского
- 1943 — «Емельян Пугачёв» М. В. Коваля; «Гроза» В. Н. Трамбицкого
- 1945 — «Отелло» Дж. Верди (совместно с А. Э. Маргуляном)

## Награды и премии
- народный артист Казахской ССР (1938)
- Сталинская премия второй степени (1946) — за дирижирование оперным спектаклем «Отелло» Дж. Верди, поставленным на сцене Свердловского АТОБ имени А. В. Луначарского